# 伊拉姆式終場
伊拉姆式終場（英語：Elam Ending），又稱「目標得分制」、「目標分數制」或「目標計分制」等，是結束籃球比賽的一種方式：在比賽剩下時間不多的時候，停止比賽倒計時（但投籃計時依然繼續），在停止倒計時那一刻領先的球隊當時的得分上加上一定分數，並以相加後分數作為結束比賽的目標分數，一旦任何一支球隊得分（包括兩分球、三分球和罰球得分）達到或超過目標分數，比賽馬上結束，達到/超過目標分數的球隊贏得比賽。

## 歷史
伊拉姆式終場最早由美國波爾州立大學教授尼克·伊拉姆（Nick Elam）提出。他的初衷是為了阻止落後的球隊在比賽末段通過蓄意犯規換取控球權、也阻止領先的球隊通過龜縮防守維持優勢，從而提升籃球比賽的可觀賞性。
在2017年進行部份試點後，2018年的TBT籃球錦標賽正式全面採用了伊拉姆式終場，具體操作為：在比賽第四節最後四分鐘內的第一次出現死球（例如出界、犯規或暫停）時停止比賽倒計時，並在領先球隊當時的得分上加上8分，作為結束比賽的目標分數；一旦任何一支球隊得分達到或超過目標分數，比賽馬上結束，達到/超過目標分數的球隊贏得比賽。2020年，加拿大精英籃球聯賽、新西蘭全國籃球聯賽以及NBA全明星賽也採用了伊拉姆式終場，但具體操作有所不同：
- 加拿大精英籃球聯賽基本上完全採納了TBT籃球錦標賽的具體規則，但目標分數則是領先球隊得分加上9分[2]。
- 新西蘭全國籃球聯賽只在加時賽採用伊拉姆式終場[3]。
- NBA全明星賽的賽制為：在比賽第三節結束時，就在領先球隊的得分上加上24分，以此作為結束比賽的目標分數；第四節比賽不限制時間[1]。